# Hermannobates flagelliseta
Hermannobates flagelliseta är en kvalsterart som beskrevs av Balogh och Sandór Mahunka 1981. Hermannobates flagelliseta ingår i släktet Hermannobates och familjen Hermanniellidae. Inga underarter finns listade i Catalogue of Life.